# Гајанело (Модена)
Гајанело је насеље у Италији у округу Модена, региону Емилија-Ромања.
Према процени из 2011. у насељу је живело 43 становника. Насеље се налази на надморској висини од 708 м.